# Denominazione di Origine Protetta - Protezione Transitoria Nazionale
I prodotti a denominazione di Origine Protetta - Protezione Transitoria Nazionale sono quei prodotti di cui è in corso il completamento dell'iter europeo e che hanno ottenuto nelle more una protezione transitoria a livello nazionale.
Il loro numero subisce continue modifiche, sia per quei prodotti che riescono a completare il loro iter, sia per quelli che vengono esclusi dalla tutela.
Tutti i provvedimenti sono presi con decreto ministeriale.

## Elenco dei prodotti
Elenco dei prodotti a D.O.P.-P.T.N. e I.G.P.-P.T.N., ai sensi dell'Articolo nº 5 del Regolamento CE 510/2006, aggiornato al 30 ottobre 2007:
- Aglio Bianco Polesano DOP
- Aglio di Voghiera DOP
- Arancia di Ribera DOP
- Brovada* DOP
- Ciliegia dell'Etna DOP
- Colli Nisseni DOP
- Colline di Firenze DOP
- Colline Pontine DOP
- Crudo di Cuneo DOP
- Fagioli Bianchi di Rotonda DOP
- Fagiolo Cannellino di Atina DOP
- Farina di Castagne della Lunigiana DOP
- Farro di Monteleone di Spoleto DOP
- Formaggella del Luinese DOP
- Formaggio di Fossa di Sogliano DOP
- Gran Suino Padano DOP
- Liquirizia di Calabria DOP

- Mela del Friuli-Venezia Giulia DOP
- Melanzana Rossa di Rotonda DOP
- Patata di Bologna DOP
- Pistacchio Verde di Bronte DOP
- Pomodorino del Piennolo del Vesuvio DOP
- Provolone del Monaco DOP
- Ricotta di Bufala Campana DOP
- Salame Piemonte DOP
- Salmerino del Trentino DOP
- Seggiano DOP
- Suino Cinto Toscano DOP
- Susina di Dro* DOP
- Terre Aurunche DOP
- Trote del Trentino DOP
- Vastedda della Valle del Belice DOP
- Vulture DOP